# Noticastrum
 Noticastrum  DC., 1836 è un genere di piante angiosperme dicotiledoni della famiglia delle Asteraceae, sottofamiglia Asteroideae, tribù Astereae (North American lineage) e sottotribù Chrysopsidinae.

## Etimologia
Il nome scientifico del genere è stato definito dal botanico Augustin Pyramus de Candolle (1778-1841) nella pubblicazione " Prodromus Systematis Naturalis Regni Vegetabilis... (DC.)" (Prodromus Systematis Naturalis Regni Vegetabilis... (DC.)) del 1836.

## Descrizione

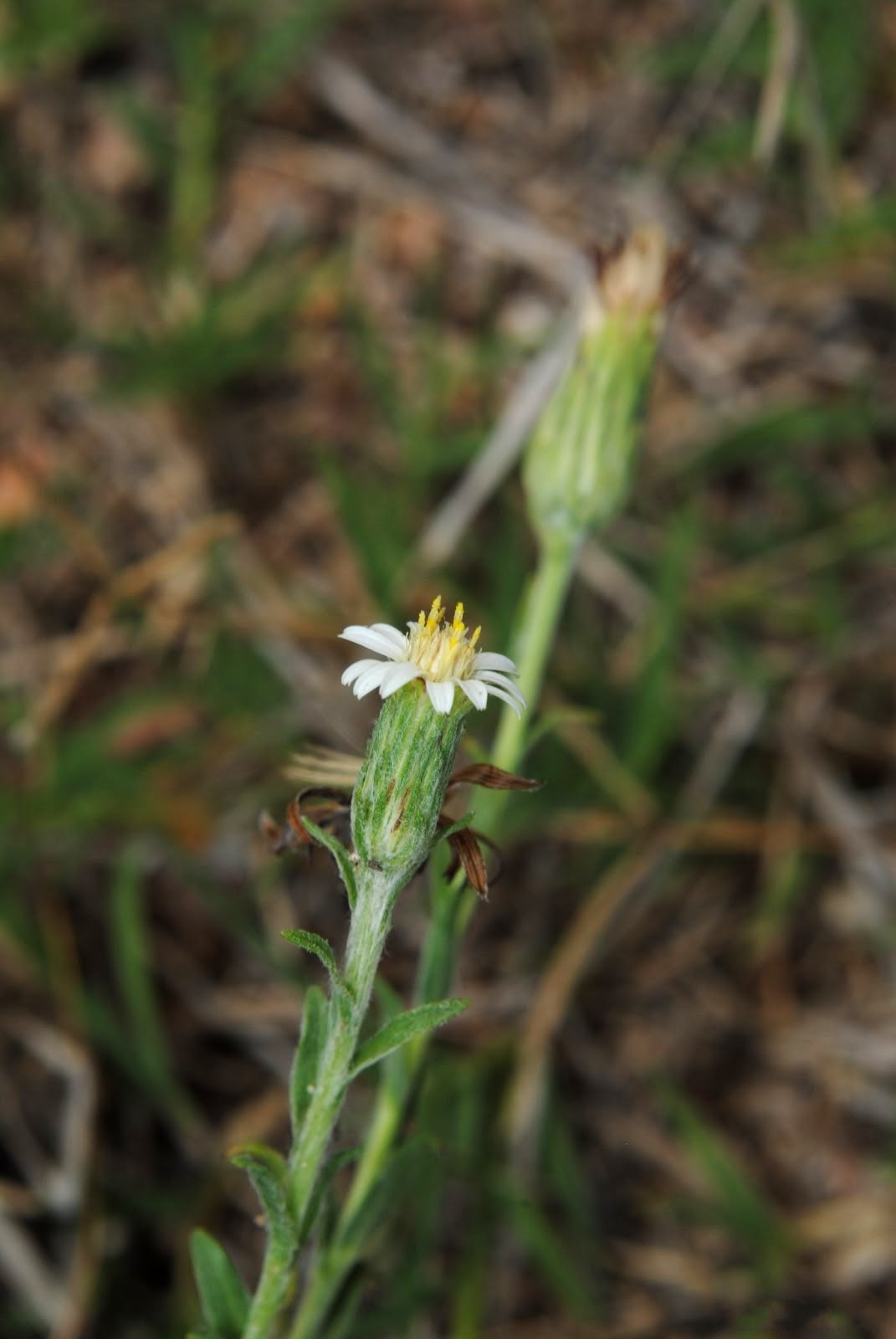
Il portamento
Noticastrum gnaphalioides

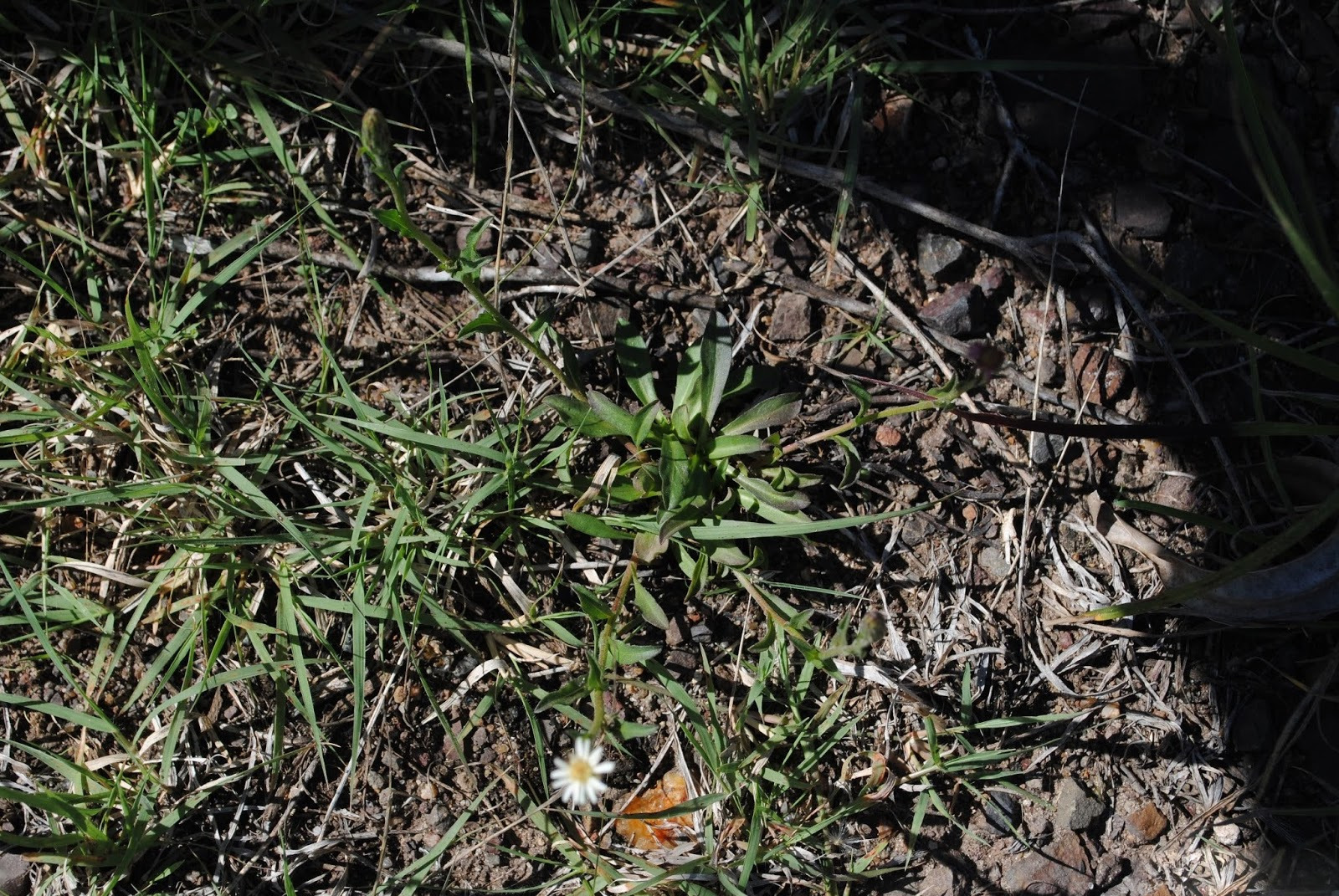
Le foglie
Noticastrum marginatum

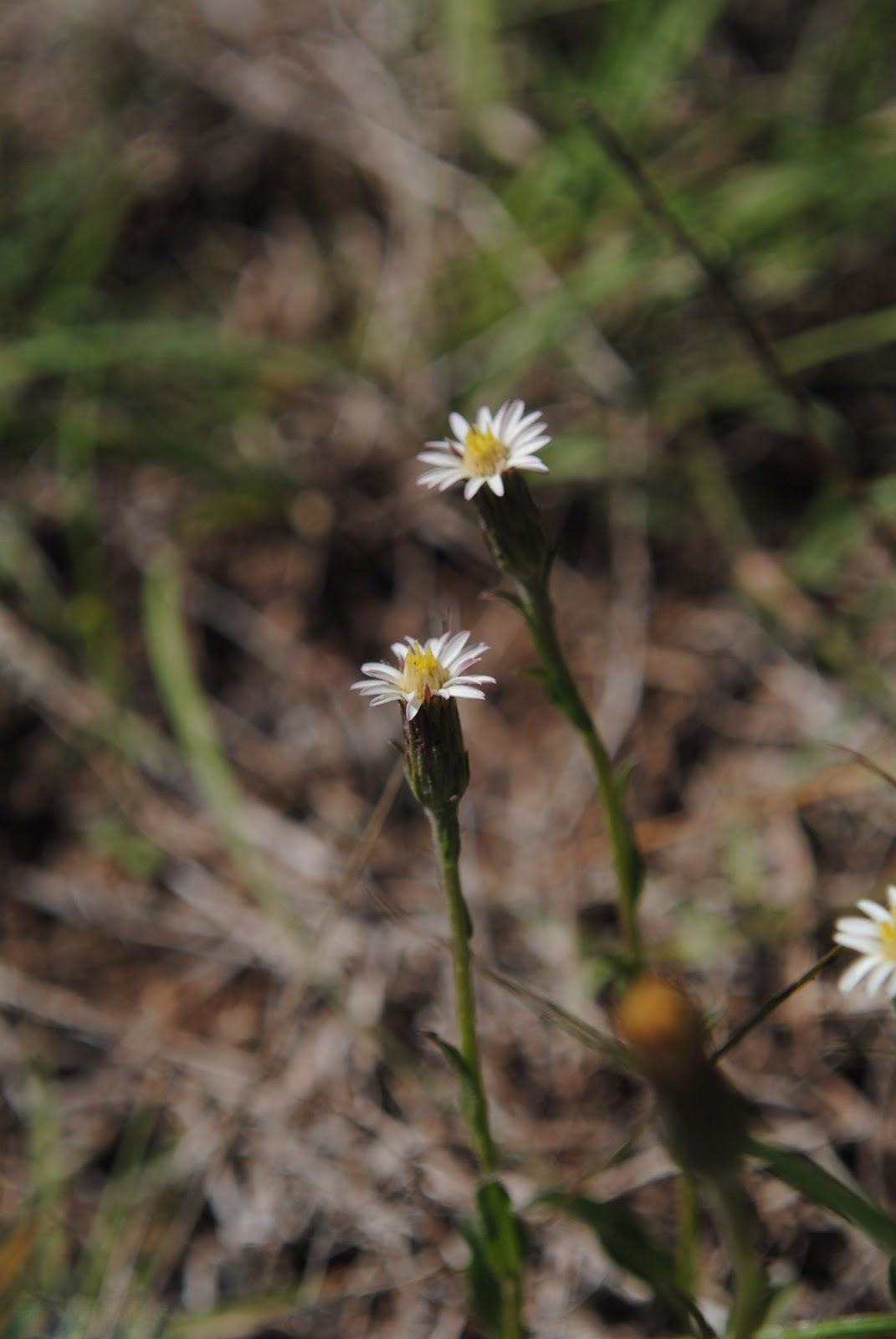
Infiorescenza
Noticastrum marginatum

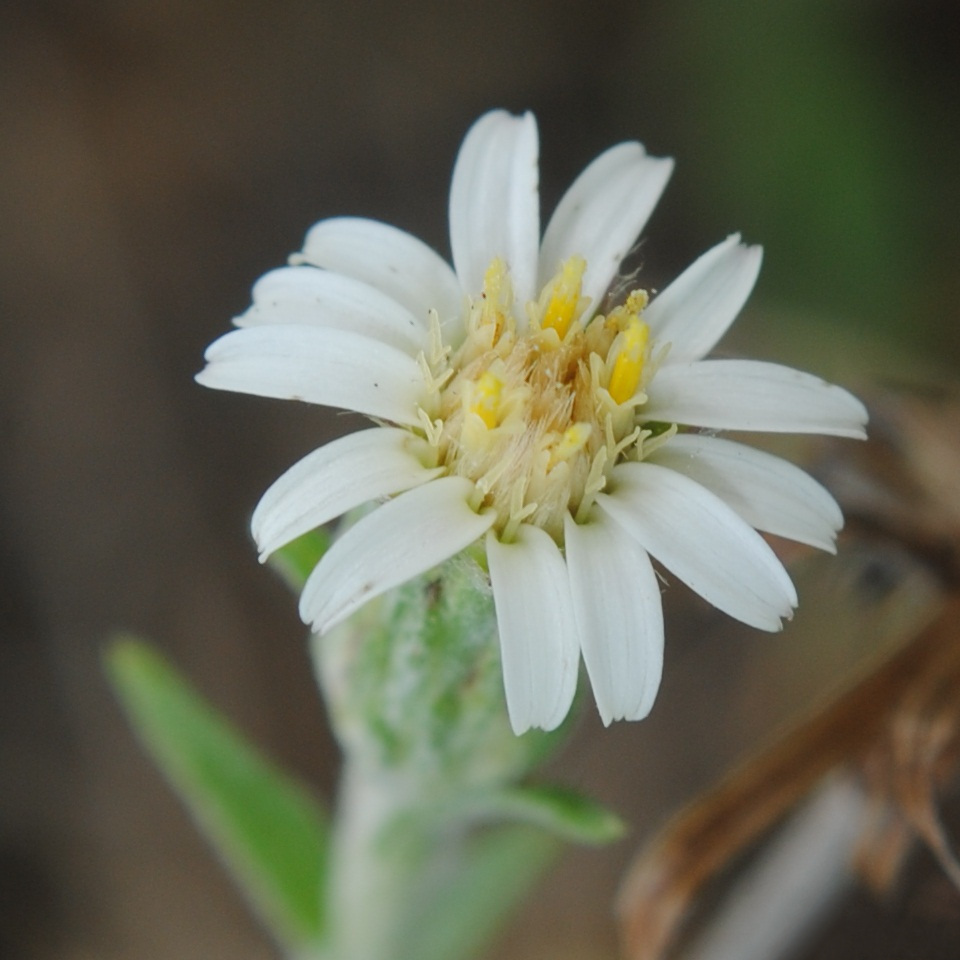
I fiori
Noticastrum gnaphalioides

Portamento. Le specie di questo genere sono erbacee o subarbusti con cicli biologici perenni. Le superfici sono pubescenti, stipitato-ghiandolose e/o lanose.
Fusto. La parte aerea in genere è eretta (scaposa) o decombente, semplice o ramosa. Sono presenti dei stoloni.
Foglie. Le foglie si dividono in basali e caulinari. La disposizione delle foglie lungo il caule è alterna, e sono sessili o picciolate. Quelle basali possono essere raccolte copiosamente alla base (formano una rosetta basale). Le lamine sono intere con forme da oblanceolate-obovate o spatolate a lineati (quelle cauline). I bordi sono interi o eventualmente dentati (seghettati) verso l'apice. 
Infiorescenza.  Le sinflorescenze sono sia scapose (capolini solitari) che composte da alcuni capolini. I capolini sono formati da lunghi peduncoli con all'apice un involucro, con forme da campanulate a elicoidali, composto da diverse brattee, al cui interno un ricettacolo fa da base ai fiori di due tipi: fiori del raggio e fiori del disco. Le brattee, con forme lanceolate-lineari, con lamine da piatte a convesse, disuguali e a consistenza erbacea, sono disposte in modo più o meno embricato e scalato su 3 - 6 serie. Il ricettacolo, liscio, in genere è nudo ossia senza pagliette a protezione della base dei fiori; la forma è piatta o lievemente convessa. 
Fiori.  I fiori sono tetra-ciclici (formati cioè da 4 verticilli: calice – corolla – androceo – gineceo) e pentameri (calice e corolla formati da 5 elementi). Si distinguono in:
- fiori del raggio (esterni): sono femminili e sono disposti su una sola serie; la forma è ligulata (zigomorfa);
- fiori del disco (centrali): sono più numerosi con forme brevemente tubulose (attinomorfe); sono ermafroditi.

- Formula fiorale:

*/x K {\displaystyle \infty }, [C (5), A (5)], G 2 (infero), achenio
- Calice: i sepali del calice sono ridotti ad una coroncina di squame.

- Corolla: 
  - fiori del raggio: la forma della corolla alla base è più o meno tubulosa-imbutiforme, mentre all'apice è ligulata; la ligula è ampia e può terminare con alcuni denti; il colore è rosso o porpora;
  - fiori del disco: la forma è ampiamente tubulare divaricata in 5 brevi lobi; i lobi, patenti o eretti, hanno una forma deltata o più o meno lanceolata; il colore è giallo.

- Androceo: l'androceo è formato da 5 stami sorretti da filamenti generalmente liberi; gli stami sono connati e formano un manicotto circondante lo stilo; le teche (produttrici del polline) alla base sono troncate e sono lievemente auricolate (molto raramente sono speronate o hanno una coda); le appendici apicali delle antere hanno delle forme piatte e lanceolate; il tessuto endoteciale (rivestimento interno dell'antera) è quasi sempre polarizzato (con due superfici distinte: una verso l'esterno e una verso l'interno). Il polline è sferico con un diametro medio di circa 25 micron;  è tricolporato (con tre aperture sia di tipo a fessura che tipo isodiametrica o poro) ed è echinato (con punte sporgenti).[9][11]

- Gineceo: l'ovario è infero uniloculare formato da 2 carpelli.[5] Lo stilo (il recettore del polline) è profondamente bifido (con due stigmi divergenti) e con le linee stigmatiche marginali separate.[12] I due bracci dello stilo hanno una forma da lanceolata a deltoide e possono essere papillosi o ricoperti da ciuffi di peli.

Frutti. I frutti sono degli acheni con pappo; in alcune specie è presente un certo dimorfismo (gli acheni dei fiori del raggio differiscono dagli acheni dei fiori del disco);
- achenio: gli acheni hanno una forma subfusiforme, a volte leggermente compressa, con superficie sericea e percorsa da 16 - 26 coste o nervature longitudinali;
- pappo: il pappo è persistente ed è formato da diverse setole o da scaglie sia interne che esterne su 4 serie.

## Biologia
Impollinazione: l'impollinazione avviene tramite insetti (impollinazione entomogama tramite farfalle diurne e notturne).

Riproduzione: la fecondazione avviene fondamentalmente tramite l'impollinazione dei fiori (vedi sopra).

Dispersione: i semi (gli acheni) cadendo a terra sono successivamente dispersi soprattutto da insetti tipo formiche (disseminazione mirmecoria). In questo tipo di piante avviene anche un altro tipo di dispersione: zoocoria. Infatti gli uncini delle brattee dell'involucro (se presenti) si agganciano ai peli degli animali di passaggio disperdendo così anche su lunghe distanze i semi della pianta. Inoltre per merito del pappo il vento può trasportare i semi anche a distanza di alcuni chilometri (disseminazione anemocora).

## Distribuzione e habitat
Le specie di questo genere sono distribuite in Sud America.

## Sistematica
La famiglia di appartenenza di questa voce (Asteraceae o Compositae, nomen conservandum) probabilmente originaria del Sud America, è la più numerosa del mondo vegetale, comprende oltre 23.000 specie distribuite su 1.535 generi, oppure 22.750 specie e 1.530 generi secondo altre fonti (una delle checklist più aggiornata elenca fino a 1.679 generi). La famiglia attualmente (2021) è divisa in 16 sottofamiglie; la sottofamiglia Asteroideae è una di queste e rappresenta l'evoluzione più recente di tutta la famiglia.

### Filogenesi
La tribù Astereae (una delle 21 tribù della sottofamiglia Asteroideae) comprende circa 40 sottotribù. In base alle ultime ricerche nella tribù sono stati individuati (provvisoriamente) 5 principali lignaggi:
- Basal grade: include alcuni generi isolati, il gruppo "South American-Oceania",  alcune sottotribù africane e il gruppo dei generi legnosi del Madagascar.
- Bellis lineage: comprende le sottotribù eurasiatiche e una sottotribù africana.
- Aster lineage: include i generi asiatici di Asterinae e i principali gruppi dell'Australia e dell'Oceania.
- Baccharis lineage: include alcuni gruppi sudamericani.
- North American lineage: include la vasta gamma di sottotribù del Nordamerica, Messico e alcuni gruppi distribuiti nel Sudamerica.

Il genere  Noticastrum (insieme alla sottotribù Chrysopsidinae) è incluso nel lignaggio "North American lineage".
I caratteri distintivi del genere sono:
- le corolle dei fiori del raggio sono bianche;
- la distribuzione di queste piante è relativa al Sud America.

Il numero cromosomico delle specie di questo genere è: 2n = 18.

### Elenco delle specie
Questo genere ha 20 specie:
- Noticastrum acuminatum (DC.) Cuatrec.
- Noticastrum adscendens  DC.
- Noticastrum antucense  Phil.
- Noticastrum argenteum  Cabrera
- Noticastrum argentinense  (Cabrera) Cuatrec.
- Noticastrum calvatum  (Baker) Cuatrec.
- Noticastrum chebataroffii  (Herter) Zardini
- Noticastrum decumbens  (Baker) Cuatrec.
- Noticastrum diffusum  (Pers.) Cabrera
- Noticastrum erectum  J.Rémy
- Noticastrum eriophorum  J.Rémy
- Noticastrum gnaphalioides  (Baker) Cuatrec.
- Noticastrum hatschbachii  Zardini
- Noticastrum jujuyense  Cabrera
- Noticastrum macbridei  Cuatrec.
- Noticastrum macrocephalum  (Baker) Cuatrec.
- Noticastrum malmei  Zardini
- Noticastrum marginatum  (Kunth) Cuatrec.
- Noticastrum psammophilum  (Klatt) Cuatrec.
- Noticastrum sericeum  Less. ex Phil.

### Sinonimi
Sono elencati alcuni sinonimi per questa entità:
- Leucopsis (DC.) Baker